# Steenglimschoteltje
Het steenglimschoteltje (Lecania rabenhorstii) is een korstmos uit de familie Ramalinaceae. Het groeit op goed belicht steen. Met name basische steen, zoals baksteen, beton en cement van muren en palen. De fotobiont is een chlorococcoïde alg. 

## Determinatie

### Uiterlijke kenmerken
Het thallus is crustose, meestal erg dun (tot 0,5 mm dik), areolaat of met verspreide aangedrukte convexe hoekige of lobachtige fragmenten. Het bovenoppervlak is geelbruin tot bruingrijs. Het verkleurd niet bij natte omstandigheden. Soms is het bedekt met cyanobacteriën of zijn de randen wat bleker dan het midden, glad of enigszins korrelig-wrattig met 0,05–0,2 mm brede korrels. Apotheciën zijn vaak talrijk aanwezig en meten tot 0,8 mm in diameter. De kleur is bleek geelachtig bruin tot bruinzwart, bleker als het vochtig is, met af en toe donkere vlekken.
Het heeft geen kenmerkende kleurreactie.

### Microscopische kenmerken
De asci meten zijn 8-sporig en meten 65–70 × 12 µm. De ascosporen zijn hyaliene, (0–)1-septaat, niet ingesnoerd, smal tot enigszins breed ellipsoïde en meten 9–12 (–14) × 4–4,5(–5) µm. Pycnidiën komen zeldzaam voor en indien aanwezig meten deze 80–120 µm in diameter.

## Verspreiding
Het steenglimschoteltje komt in Nederland vrij algemeen voor. Het is niet bedreigd en staat niet op de rode lijst.